# Jacob Stockdale
Jacob Stockdale (Lisburn, 3 aprile 1996) è un rugbista a 15 internazionale per l'Irlanda, tre quarti ala dell'Ulster.

## Biografia
Nativo di Lisburn, città britannica in Irlanda del Nord, era già in luce come giovane promessa dell'Ulster, provincia della quale vinse il premio di miglior giovane giocatore delle scuole superiori nel 2014.
Entrato nel 2015 nella squadra provinciale di Pro14, esordì con essa in tale torneo a Treviso contro il Benetton; nel 2017 debuttò in Nazionale irlandese contro l'Argentina; all'incontro con l'Italia del Sei Nazioni 2018 risalgono altresì le prime mete di Stockdale in tale competizione.